# От здрач до зори 2: Тексаски кървави пари
„От здрач до зори 2: Тексаски кървави пари“ (на английски: From Dusk Till Dawn 2: Texas Blood Money) е американски екшън трилър с елементи на филм на ужасите от 1999 година на режисьора Скот Шпигел, продължение на филма „От здрач до зори“.

## Сюжет
Внимание:  Текстът по-долу разкрива сюжета на произведението (или части от него)!
Банковият обирджия Лутър Хегс бяга от затвора и е преследван от тексаския рейнджър Отис Лоусън. Лутър се среща с бившия си съучастник Бък Бауърс и предлага отново да нападнат банката. Бауърс се е отрекъл от престъпното си минало, но Лутър успява да убеди Бък да се присъедини към него, след което Бауърс събира стария си екип от разбойници, който включва К. У. Найлс, Исус Дрейвън и Рей Боб.
Бандитите пристигат в хотела, където чакат Лутер, а в това време на нощта той кара по магистралата, удря прилеп и пробива радиатора на колата. Лутър отива в близкия бар Titty Twister и моли бармана Еди за превоз до мотела. Барманът се съгласява, но веднага щом Лутър споменава за убития прилеп, барманът внезапно се обръща и бързо отива към изоставената кола на Лутър. В близост до колата барманът се превръща във вампир и към него се присъединява приятелят му Виктор, който под формата на прилеп е ударен от колата на Лутър. Вампирите нападат Лутър, пият кръвта му и го превръщат във вампир.
Докато чака Лутер, Исус решава да прави секс с проститутката Лупе. Когато момичето отива да се изкъпе, тя е нападната от Лутер, което я превръща във вампир. Тогава Лутер се втурва към Исус, но той успява да се скрие в банята. Това обаче не спасява Исус, тъй като от банята към него се втурва „мъртва“ проститутка, която всъщност също е станала вампир. Исус отрязва главата на момичето вампир и скача през прозореца, но Лутер настига Исус и го ухапва, превръщайки го във вампир. След това Лутър и Исус се срещат с нищо неподозиращия Бауърс и обсъждат подробностите около банковия обир на Banco Bravos.
Късно през нощта бандата обирджии пристига в банката. Бък не знае как да влезе в банката, защото във фоайето има въоръжен пазач. Тогава Лутер, който се крие зад ъгъла на сградата, се превръща в прилеп, влетява в банката през вентилационния отвор и отново приема човешка форма, убива пазача и отваря вратата на банката отвътре. Бауърс е шокиран, защото не разбира как Лутър е могъл да влезе в банката и от този момент нататък Бауърс е измъчван от смътни подозрения относно Лутър. Лутър и Найлс започват да разбиват сейфа и когато Лутър вижда дръжките на касата, които приличат на християнски кръст, той изкрещява от болка и бързо покрива дръжките с якето си. Изненадан, Найлс се опитва да свали палтото си; Лутър напада своя съучастник и го превръща във вампир.
По това време банката е обкръжена от полиция, водена от рейнджъра Отис Лоусън. Оказва се, че собственикът на мотела, в който бандитите обсъждали плана за обира, чул всичко и подал сигнал в полицията. Лоусън кани бандитите да се предадат и изисква да му се даде възможност да общува с пазача, когото полицията смята за заложник. Бауърс разбира, че ако Лоусън разбере за убийството на пазача, той ще нареди всички крадци да бъдат убити. Така Бък се опитва да измами полицията и моли Исус да каже няколко думи на испански по телефона. В същото време полицията нахлува в банковите помещения, хвърляйки гранати със сълзотворен газ, а Лутър и Рей Боб пълнят торби с пари от разбития трезор, след което Лутър ухапва Рей Боб, превръщайки го във вампир. Виждайки, че Исус не се отразява в изключения екран на компютъра, Бауърс най-накрая разбира, че е заобиколен от вампири и изтичва навън, предавайки се на полицията.
Лоусън арестува Бауърс и нарежда на SWAT екипа да влезе в помещението, въпреки че Бък моли рейнджъра да не го прави. Откривайки крадците вътре, полицията започва да стреля по тях с огнестрелни оръжия, без да подозира, че куршумите не причиняват никаква вреда на вампирите. Ухилени цинично, вампирите просто разкъсват полицаите и спокойно излизат навън с откраднатите пари. По това време вече се зазорява и вампирите се опитват да се скрият от разрушителната слънчева светлина. Скоро обаче започва пълно слънчево затъмнение и вампирите отново атакуват оцелелите полицаи, причинявайки истинско клане.
Само Бауърс и рейнджърите Лоусън и Макгроу остават живи. Въоръжени с дървени колове, рейнджърите и разбойникът се бият с вампирите и скоро спасителното слънце се появява иззад Луната, като най-накрая убива вампирите със своята светлина. Лоусън разбира, че Бауърс е спасил живота му, и въпреки принципите си освобождава крадеца.

## Актьорски състав
| Актьор        | Роля                                                   |
| ------------- | ------------------------------------------------------ |
| Робърт Патрик | Бък Бауърс – бивш бандит                               |
| Бо Хопкинс    | Отис Лоусън – тексаски рейнджър                        |
| Дуейн Уитакър | Лутър Хегс – лидер на банда, който планира банков обир |
| Мюз Уотсън    | К. У. Найлс – член на бандата на Лутър                 |
| Брет Харелсън | Рей Боб – член на бандата на Лутър                     |
| Реймънд Крус  | Исус Дрейвън – член на бандата на Лутър                |
| Дани Трехо    | Еди – вампир барман                                    |
| Джеймс Паркс  | Едгар Макгроу – тексаски рейнджър                      |
| Стейси Буржоа | Марси                                                  |
| Мария Чека    | Лупе                                                   |
| Тифани Тисен  | Пам                                                    |
| Брус Кембъл   | Бари                                                   |
| Тери Нортън   | Тери Харпър                                            |
| Джо Вирзи     | Виктор – вампир                                        |

## Снимачен процес
- В една от сцените на филма бандитът Исус разказва историята на някаква мексиканска порноактриса, на която ревнив брат отмъщава. Скот Шпигел, режисьорът на „От здрач до зори 2“, играе ролята на режисьор, който прави порно и бива застрелян с пистолет за това.
- Въпреки че филмът е озаглавен „От здрач до зори 2“, той не е нито продължение на първия филм, нито предистория към него. Братята Геко се споменават във филма, когато Отис казва на колегата си, че братята Геко са убили шерифа. Във филма обаче барът Titty Twister не е разрушен, а един от неговите обитатели (барманът вампир) е жив и здрав.
- Главният актьор във филма, Робърт Патрик, играе свещеник Джейкъб Фулър, героят на първия филм, в телевизионния сериал „От здрач до зори“.
- Филмът получава изключително негативни отзиви от филмовите критици, с рейтинг от само 9% на Rotten Tomatoes. Въпреки това филмът е отличен с наградата „Сатурн“ в категорията за „Най-добро видеоиздание“.